# Stratton (película)
Stratton es una película británica de suspenso y acción de 2017 dirigida por Simon West, basada en la novela del mismo nombre de Duncan Falconer. El personaje principal, John Stratton, es interpretado por Dominic Cooper, mientras que el resto del reparto incluye a Gemma Chan, Austin Stowell, Tyler Hoechlin y Tom Felton. La fotografía principal de la película comenzó el 15 de julio de 2015 en Brindisi, Italia. La película se estrenó en el Reino Unido el 1 de septiembre de 2017.

## Sinopsis
Un soldado británico del Special Boat Service (SBS) rastrea una célula terrorista internacional. 

## Reparto
- Dominic Cooper como John Stratton, un soldado de la SBS, que trabaja para el Destacamento de Inteligencia en Irlanda del Norte.
- Gemma Chan como Aggy.
- Austin Stowell como Hank.
- Tyler Hoechlin como Marty.
- Tom Felton como Cummings.
- Thomas Kretschmann como Grigory Barovsky.
- Olegar Fedoro como Sergei.
- Derek Jacobi como Ross.
- Connie Nielsen como Sumner.
- Jake Fairbrother como Spinks.

## Producción
El 3 de noviembre de 2014, se anunció que Henry Cavill protagonizaría la película de acción y suspenso Stratton, que sería producida por su propio compañía Promethean Productions, Amber Entertainment y GFM Films. Se basaría en la serie de ocho novelas de Duncan Falconer del mismo nombre, con el personaje principal John Stratton, un soldado de la SBS, y trabajando para el Destacamento de Inteligencia en Irlanda del Norte. La película, producida por Ileen Maisel y Lawrence Elman que también compró los derechos cinematográficos de la novela, se ubicaría en el sur de Italia, Roma y Londres.
El 25 de febrero de 2015, Simon West fue contratado para dirigir la película, que fue financiada en su totalidad por GFM Films. Cinco días antes del inicio de la filmación, Cavill salió de la película debido a las diferencias creativas con el guion. Más tarde, se anunció que Dominic Cooper asumiría el papel protagonista. 
Otros miembros del reparto incluyen a Gemma Chan, Austin Stowell, Tyler Hoechlin y Tom Felton. Más miembros del reparto fueron anunciado por Screen Daily, estos fueron Thomas Kretschmann, Derek Jacobi, Connie Nielsen y Jake Fairbrother.
Según Hardman & Co. el presupuesto para Stratton fue de 12,9 millones de libras esterlinas y Ober Private Clients ayudó a GFM a financiar esta película a través de una recaudación de fondos EIS. La declaración de confirmación del 30 de junio de 2017 para Stratton Film Productions Limited presentada en la Casa de las Compañías del Reino Unido sugiere que los inversionistas de EIS contribuyeron con £3,358,000 para financiar la película. Las cuentas presentadas en la Casa de las Compañías del Reino Unido revelan que la producción de la película se financió en parte con un préstamo de £7,5 millones de las películas de GFM. Según Hardman & Co. HMRC contribuyó con 2 millones de libras para producir la película con subsidios de crédito fiscal.

### Rodaje
La fotografía principal de la película comenzó el 15 de julio de 2015 en Brindisi, Lecce, Squinzano y Casalabate, Italia, luego el rodaje se trasladaría a Roma y por último a Londres. La filmación estaba programada para comenzar el 2 de junio, pero fue reprogramada después de que Cavill abandonara la película.